# 長沙戰鬥 (北洋政府時期)
長沙戰鬥發生於1923年9月1日－11月2日的湖南东部。是北洋政府時期內戰之一，交戰兩方為湘軍葉開鑫部及北伐討賊軍部張輝鸞，戰鬥末了，北伐討賊軍甲方奪回長沙，湘軍退至寧鄉。